# Pietrele (Rumunia)
Pietrele – wieś w Rumunii, w okręgu Giurgiu, w gminie Băneasa. W 2011 roku liczyła 1180 mieszkańców.